# 劉心悠
劉心悠（英語：Annie Liu，1981年4月1日—），台灣女藝人、演員及廣告模特兒，原名劉凡平。

## 經歷
劉心悠出生於臺北縣永和市（今新北市永和區），在小學時期跟父母移民加拿大溫哥華，曾就讀David Thompson Secondary School，後來修讀溫哥華艾蜜莉卡藝術及設計大學產品設計課程，可24歲時已唸大學二年級的她選擇放棄學業，並涉足娛樂圈，為了在香港發展而苦練粵語，曾經與陳潔靈學習歌唱技巧。2004年，她趁大學暑假回台灣參加選拔活動，從4000多名美少女中獲挑選擔任「中華航空」電視廣告模特兒，2005年便透過香港電影《阿嫂》正式出道，之後陸續拍攝了多部電影作品和廣告使其漸為人知。
2006年，劉心悠獲提名競逐《第25屆香港電影金像獎》「最佳新演員」獎；2011年於中國電視劇《步步驚心》裡飾演「馬爾泰·若蘭」，表現備受觀眾注目。2014年，她離開星皓娛樂，開設經理人公司「Resolutions Limited」且兼任老闆，自行接洽工作；同年亦跟吳奇隆簽約，成為旗下工作室北京稻草熊影視的藝人，還負責擴大中國大陸及台灣市場；2017年以合作模式簽約邵氏兄弟，參演電影、合拍劇與網劇。
2018年，劉心悠在其主演首部無綫電視古裝劇集《宮心計2·深宮計》內，飾演「元玥（玲瓏公主）」一角甚受歡迎。此外，她是渣打香港馬拉松常客，已連續參加比賽多年；由於外貌標緻和形象健康，故獲香港網民與媒體稱作「心悠 BB」，有說她是「BB」此綽號的始祖。

## 演出作品

### 電影
| 首映   | 電影名                           | 角色             |
| 2005年 | 阿嫂                             | 菲 比            |
| 2006年 | 黑夜                             | 怡 珍            |
| 2007年 | 出埃及記                         | 張 芳            |
| 2007年 | 大電影2.0兩個傻瓜的荒唐事        | 小 魚            |
| 2008年 | 軍雞                             | 小 惠            |
| 2009年 | 愛到底                           | 雲心悠           |
| 2010年 | 魚狗                             | 小 幸            |
| 2012年 | 浮城                             | Fion Wong        |
| 2012年 | 天生愛情狂                       | 鄺美寶           |
| 2013年 | 4B青年之4樓B座                   | 冰 雪            |
| 2014年 | Delete愛人                       | 朱麗倩           |
| 2014年 | 盂蘭神功                         | 小 燕            |
| 2014年 | 奇緣灰姑娘                       | Grey             |
| 2015年 | 小姐诱心                         | 寶               |
| 2015年 | 浮華宴                           | 大食女工         |
| 2015年 | 有客到                           | Isabella         |
| 2015年 | 燈塔下的戀人                     | 黎梓芬           |
| 2016年 | 我老婆係明星                     | 朱 淇            |
| 2016年 | 貧窮富爸爸                       | 李兵妻子         |
| 2017年 | 女人永遠是對的（又名：聖女奇緣） | 周立君           |
| 2018年 | 幼兒怨                           | 張嘉兒           |
| 2019年 | 下一任：前任                     | 李潔茹           |
| 2019年 | 九龍不敗                         | 王夢奇           |
| 2019年 | 犯罪現场                         | 雀鸟专家         |
| 2020年 | 乜代宗師                         | 陳 真            |
| 2021年 | 總是有愛在隔離                   | 「格尼酒店」住客 |
| 2021年 | 女人街，再見了                   | 珮 怡            |
| 拍攝中 | 驅魔龍族馬小玲                   | 妙 善            |

### 微電影
| 首映   | 電影名                                    | 角色                  |
| 2011年 | 夢回鹿鼎記 （網路遊戲《鹿鼎記》主題電影） | 建寧公主              |
| 2012年 | 刷新3+7                                   | 文 婷（單元：藝術家） |

### 電視劇
| 首播           | 劇名                                          | 角色                     |
| 香港電台電視部 |                                               |                          |
| 2006年         | 獅子山下                                      | 郭小蝶（單元：夜貓）     |
| 2008年         | 幸福的味道 （香港電台與日本放送協會共同製作） | 林美蘭                   |
| TVBS           |                                               |                          |
| 2008年         | 幸福的抉擇                                    | 夏亦心（Summer）         |
| 中國大陸       |                                               |                          |
| 2011年         | 步步驚心                                      | 馬爾泰·若蘭              |
| 2013年         | 唐宮燕                                        | 孟 芙                    |
| 2013年         | 土地公土地婆                                  | 朱慰慈（單元：美人照鏡） |
| 2014年         | 步步驚情                                      | 馬依諾                   |
| 2021年         | 生活家                                        | 程帆揚                   |
| 無綫電視       |                                               |                          |
| 2018年         | 宮心計2深宮計                                 | 元 玥                    |
| 邵氏兄弟       |                                               |                          |
| 2018年         | 守護神之保險調查                              | 杜心茹                   |
| ViuTV          |                                               |                          |
| 2022年         | 冥冥之中                                      | 李心兒                   |

### 舞台劇
| 首演               | 劇名     | 角色         |
| 香港芭蕾舞團       |          |              |
| 2018年12月14、15日 | 胡桃夾子 | 聖誕星星公主 |

### 主持節目
| 首播      | 節目名              | 備註                     |
| Now香港台 |                     |                          |
| 2010年    | Cooking媽嫲         | 與吳嘉龍一同主持         |
| Channel M |                     |                          |
| 2014年    | 韓味道              | 與張厚耀及劉振宇一同主持 |
| ViuTV     |                     |                          |
| 2016年    | Barter Game價值連城 | 與郭偉亮一同主持         |

### 廣告 / 代言
| 年份          | 產品                                                                     |
| 2004年        | 中華航空「再說一遍」                                                     |
| 2009 - 2016年 | 奇華「嫁囍禮餅」                                                         |
| 2009 - 2010年 | 2B Alternative                                                           |
| 2011年        | dermes「激光脫毛」                                                       |
| 2011年        | 芳珂（FANCL）「黑頭溶解面膜」                                            |
| 2012 - 2016年 | Adidas「春夏女裝運動服、跑步系列」                                       |
| 2013年        | 令膚適（Lactacyd）「White Intimate」                                     |
| 2015年        | AIA Vitality 健康程式                                                    |
| 2016年        | FANCL「Mco 納米卸妝液」                                                  |
| 2016年        | FANCL「Tense up」                                                        |
| 2016年        | Samsung Gear Fit 2                                                       |
| 2017年        | 奇華「至尊月餅」                                                         |
| 2019年        | dermes「HPD 雙波長永久激光脫毛技術 - dermes 無瑕之旅，可以帶妳走幾遠？」 |

## 曾獲獎項及提名
| 年份   | 獎項                                              | 結果 |
| 2006年 | 第25屆香港電影金像獎「最佳新演員」                | 提名 |
| 2018年 | 萬千星輝頒獎典禮2018「新加坡最喜愛 TVB 女主角」   | 提名 |
| 2018年 | 萬千星輝頒獎典禮2018「馬來西亞最喜愛 TVB 女主角」 | 提名 |
| 2018年 | 2018香港電視大獎「女主角獎（劇集）」              | 提名 |

## 外部連結
- 劉心悠的新浪微博
- 劉心悠的Facebook專頁
- 劉心悠的Instagram帳戶
- 劉心悠在香港影庫上的簡介